# Fête nationale géorgienne

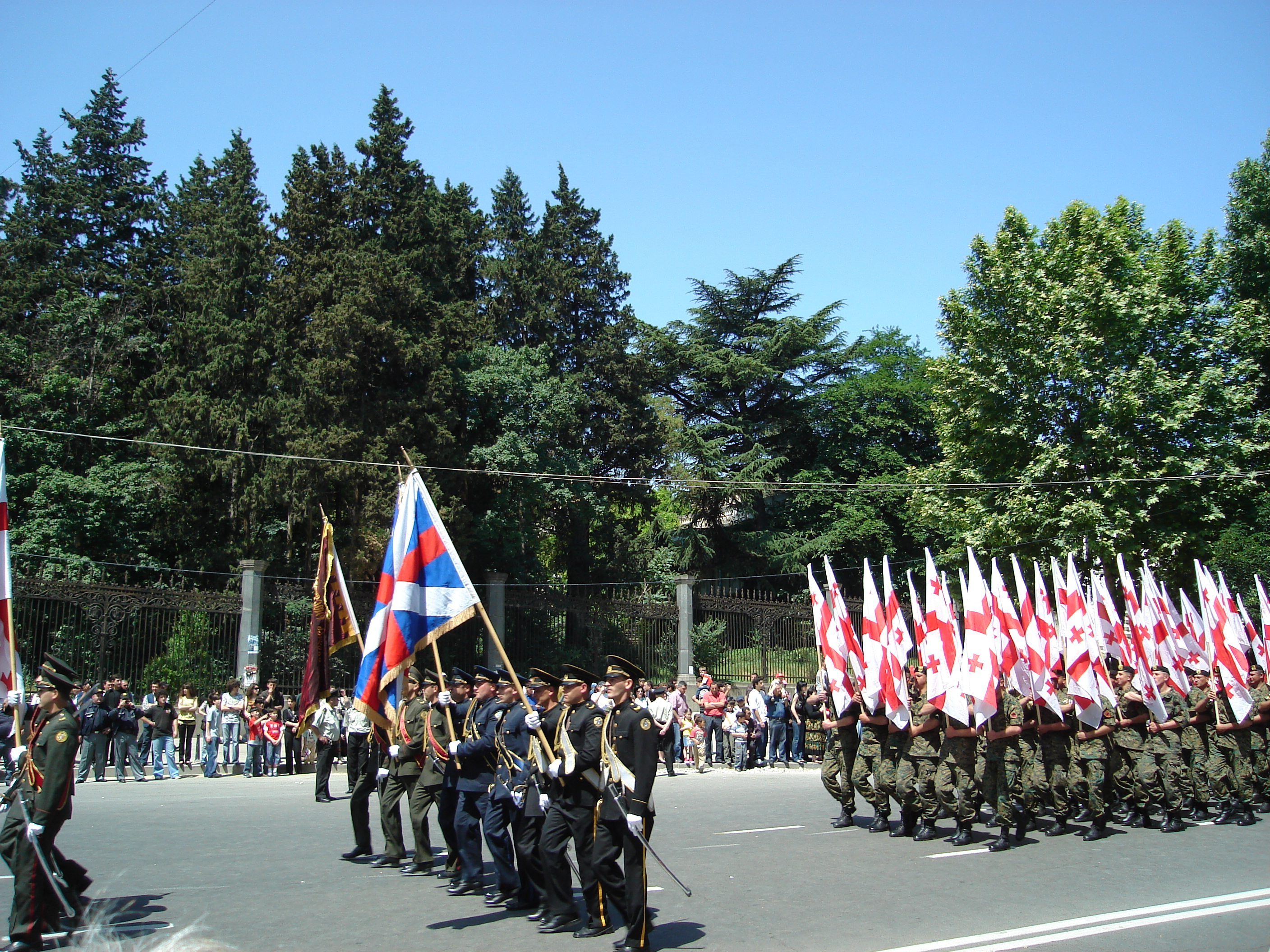
Célébration de la fête nationale géorgienne le 26 mai 2008 à Tbilissi, avenue Roustavéli, par les commandos de forces aéroportées

La fête nationale géorgienne est célébrée le 26 mai. Elle commémore à la fois la restauration de l’indépendance de la Géorgie le 26 mai 1991, et la proclamation de sa première république le 26 mai 1918, ainsi que l’élection de son premier président en 1991,. 

## Histoire

Drapeau de la République démocratique de Géorgie (1918-1921) et de la République de Géorgie (1991-2004)

Drapeau de la Géorgie à partir de 2004

Le 26 mai 1918, le Conseil national géorgien restaure l’indépendance de la Géorgie vis-à-vis de la République démocratique fédérative de Transcaucasie (Arménie, Azerbaïdjan, Géorgie), dont l’assemblée parlementaire était présidée par un géorgien, Nicolas Tcheidze, et le gouvernement présidé par un autre géorgien, Akaki Tchenkéli ; cette république fédérative avait succédé au Comité spécial de Transcaucasie (émanation du Gouvernement provisoire russe).  Le porte-parole du Conseil national géorgien, Noé Jordania, proclame également l’instauration d’une première république, la République démocratique de Géorgie, qui aura une durée de vie de 34 mois : la fête nationale géorgienne est fixée au 26 mai, avec hymne (Dideba) et drapeau national. 
Après l’invasion du territoire géorgien par l'Armée rouge de l'Union des républiques socialistes soviétiques en février et mars 1921, le régime soviétique abolit la fête nationale géorgienne et créé la république socialiste soviétique de Géorgie au sein de l'URSS.  
À la suite du référendum du 31 mars 1991 en faveur de la restauration de l’indépendance vis-à-vis de l’Union des républiques socialistes soviétiques, du vote du 9 avril 1991 du Parlement géorgien  proclamant le retour à l’indépendance et de l’élection au suffrage universel du premier président de la République de Géorgie, Zviad Gamsakhourdia, le 26 mai 1991, la date de la fête nationale est rétablie, ainsi que l’hymne national et le drapeau national. 
Le 14 janvier 2004, sous l’impulsion de la nouvelle majorité conduite par Mikheil Saakachvili, un nouveau drapeau géorgien est adopté par le Parlement ; le 20 mai 2004, un nouvel hymne est choisi (Tavisoupleba). 
Le maintien de la fête nationale géorgienne au 26 mai est confirmé ensuite par les majorités présidentielles et législatives successives, à l’exception des pouvoirs sécessionnistes contrôlant les territoires abkhaze et sud-ossète qui instaurent des dates de fêtes nationales spécifiques.

## Quelques célébrations

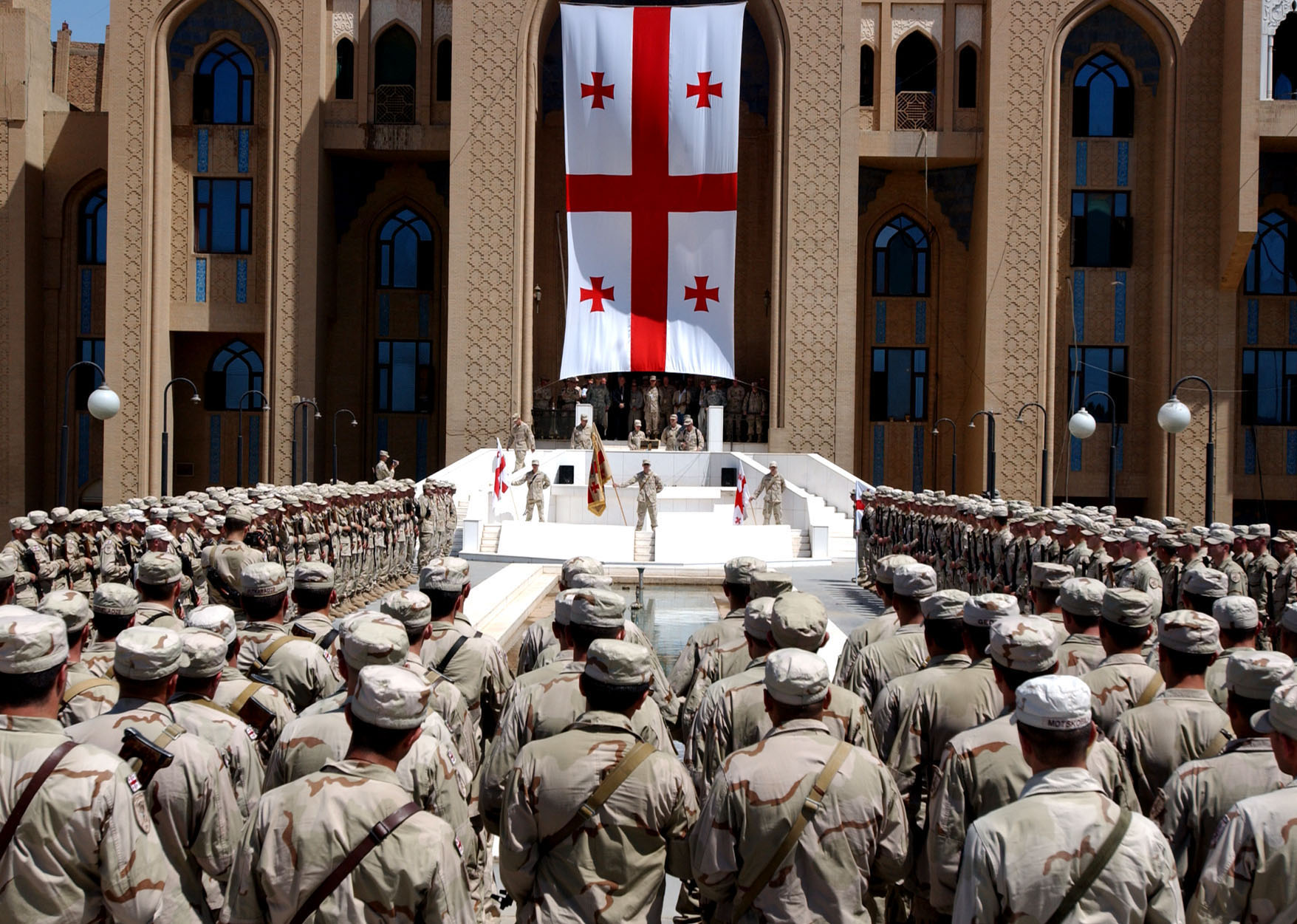
Célébration de la fête nationale géorgienne en Irak, le 26 mai 2006 (22e Bataillon d'Infanterie légère / 2e Brigade)

Quelles que soient les réformes constitutionnelles engagées depuis 30 années le président de la Géorgie reste le chef des armées et est le garant de la fête nationale. À ce titre, les déploiements de contingents militaires sur le théâtre des opérations extérieures, Kosovo, Afghanistan, Irak et République Centrafricaine, ont conduit à certaines célébrations militaires en dehors des frontières nationales.  
En 1997, le président Edouard Chevardnadze, successeur de Zviad Gamsakhourdia,  ayant rétabli l’ordre après la guerre civile, constitue les premiers éléments d’une armée nationale et célèbre la fête nationale par un défilé de blindés. 
En 2006, le président Mikheil Saakachvili adresse un discours à la nation et annonce une parade militaire à Tbilissi mettant en scène 13 000 soldats professionnels, 5 000 soldats de réserve et 400 officiers des forces intérieures.
En 2018, à la date du 100e anniversaire de la restauration de son indépendance, la Géorgie, présidée par Guiorgui Margvelachvili, marque la fête nationale par des évènements internationaux. 
En 2019, sous la présidence de Salomé Zourabichvili, la Géorgie célèbre la fête nationale en s’inscrivant sur la trajectoire des pays euro-atlantiques.
La présence de près de 2 millions d'émigrés économiques géorgiens à l'étranger — pour une population intra muros de 3,7 millions d'habitants — conduit à des célébrations à connotation communautaire organisées sur les 5 continents par les associations culturelles géorgiennes locales, parallèlement aux cérémonies officielles à connotation institutionnelle organisées par la centaine d'ambassades ouvertes depuis 1991.